# Западно- и Среднеевропейская епархия
Западно- и Среднеевропейская епархия (болг. Западно- и Средноевропейската епархия, также Болгарская православная епархия в Западной и Средней Европе, болг. Българска източноправославна епархия в Западна и Средна Европа) — епархия Болгарской православной церкви, объединяющая приходы в Западной Европе с центром в Берлине и архиерейскими наместничествами в Берлине, Будапеште, Стокгольме, Лондоне, Барселоне, Риме.

## История
22 декабря 1979 года епископ Главиницкий Симеон (Костадинов) был назначен был назначен патриаршим викарием в Западной Европе с кафедрой в Будапеште. Выбор на венгерскую столицу в качестве штаб-квартиры пал не только потому, что там существовала старая болгарская церковная община, но и из-за более дешёвого проживания и содержания помещений в восточноевропейской стране.
17 апреля 1986 года патриаршее викариатство было преобразовано в самостоятельную Западноевропейскую епархию, втором центром которой становится Берлин. Епископ Симеон, возведённый в сан митрополита, становится её правящим епископом.
Также в 1992 году Альтернативным синодом Болгарской православной церкви была создана Венская и Европейская епархия из центром в городе Вена, которую возглавил Авенир (Арнаудов). Фактически прекратила свое существование в 1998 году.
30 мая 1994 года епархия стала именоваться «Западно- и Среднеевропейской», а кафедра перенесена в Берлин.
Епархия имеет регистрацию как юридическое лицо согласно германскому гражданскому праву.
В связи с упразднением 27 ноября 2018 года Экзархата приходов русской традиции в Западной Европе и присоединении большей части его приходов к Русской православной церкви в 2019 году, четыре общины в Дании и Швеции перешли в состав Западно- и Среднеевропейской епархии.

## Епископы
- Симеон (Костадинов) (17 апреля 1986 — 1 декабря 2009)
  - Галактион (Табаков) (24 июня — 27 октября 2005) в/у, митр. Старозагорский
  - Тихон (Иванов) (24 июня — 27 октября 2009) в/у, еп. Тивериопольский
  - Галактион (Табаков) (1 декабря 2009 — 8 июня 2010) в/у, митр. Старозагорский
- Симеон (Костадинов) (8 июня 2010 — 11 июня 2013)
- Антоний (Михалев) (с 27 октября 2013) с июня 2010 — в/у, еп. Константийский

Венская и Европейская епархия Альтернативного синода Болгарской православной церкви
- - Авенир (Арнаудов) (14 сентября 1992 — 1993) в/у, еп. Главиницкий
- Авенир (Арнаудов) (1993 — 1 октября 1998)

## Архиерейские наместничества
- Архиерейское наместничество в Будапеште: Венгрия, Чехия, Хорватия, Словакия
- Архиерейское наместничество в Берлине: Австрия, Германия, Швейцария и Лихтенштейн
- Архиерейское наместничество в Стокгольме: Швеция, Норвегия, Дания и Финляндия
- Архиерейское наместничество в Лондоне: Великобритания, Бельгия, Нидерланды, Франция и Люксембург
- Архиерейское наместничество в Барселоне: Испания и Португалия
- Архиерейское наместничество в Риме: Италия, Сан-Марино, Мальта

## Монастыри
- Свято-Троицкий монастырь (мужской, Буххаген[нем.], Германия)